# 雕刻拟蚶
雕刻拟蚶（学名：Arcopsis sculptilis），是魁蛤目魁蛤科Arcopsis属的一种。主要分布于中国大陆、台湾，常栖息在潮间带。